# Ceratocyba
Ceratocyba Holm, 1962 è un genere di ragni appartenente alla famiglia Linyphiidae.

## Distribuzione
L'unica specie oggi attribuita a questo genere è stata rinvenuta in Kenya.

## Tassonomia
A maggio 2011, si compone di una specie:
- Ceratocyba umbilicaris Holm, 1962[3] — Kenya